# Чортковский сахарный завод
Чертковский сахарный завод — предприятие пищевой промышленности в посёлке городского типа Заводское Чортковского района Тернопольской области.

## История
Сахарный завод был построен в соответствии с десятым пятилетним планом развития народного хозяйства СССР в 1974—1977 гг. и введён в эксплуатацию в ноябре 1977 года. Вместе с заводом был построен рабочий посёлок городского типа Заводское.
После провозглашения независимости Украины завод перешёл в ведение Государственного комитета пищевой промышленности Украины. В дальнейшем, государственное предприятие было преобразовано в открытое акционерное общество.
В июне 1999 года Кабинет министров Украины передал завод в коммунальную собственность Тернопольской области. Позже он перешёл в собственность группы компаний «Кернел» и был реорганизован в общество с ограниченной ответственностью.
В первой половине 2000х годов по производственной мощности и объёмам переработки сырья Чертковский завод являлся крупнейшим из всех девяти действовавших сахарозаводов Тернопольской области (в 2006 году он переработал свыше 540 тыс. тонн сахарной свеклы).
В сезон сахароварения 2007 года завод произвёл 60 766 тонн сахара.
В мае 2013 года владельцем завода стала компания «Pfeifer & Langen Inwestycje Sp. z o.o.» (польский филиал немецкой компании «Pfeifer&Langen»). В этом году завод переработал 350 тыс. тонн сахарной свеклы.
В 2017 и 2018 годы завод входил в число четырёх действующих сахарных заводов Тернопольской области.

## Современное состояние
Завод находится в собственности ООО «Радеховский сахар» (структурного подразделения немецкой компании «Pfeifer&Langen»).
Общая площадь предприятия составляет 176,05 га (в том числе производственные помещения — 82,76 га). Перерабатывающие мощности — 8 тыс. тонн свеклы в сутки. Основной продукцией является сахарный песок, вспомогательной — меласса, сухой свекольный жом и гранулированный жом.
Завод является одним из мест хранения государственных резервов сахара.